# 尼古拉·克列斯京斯基
尼古拉·尼古拉耶维奇·克列斯京斯基（俄语：Никола́й Никола́евич Крести́нский，1883年10月13日—1938年3月15日），一译克列斯廷斯基，苏联著名革命家、政治家。克列斯京斯基历任俄共（布）中央书记处第一书记、财务人民委员（财政部长）、苏联驻德大使等职，1938年在大清洗中被判处死刑并枪决。

## 生平

### 出生
克列斯京斯基于1883年7月13日出生于现在的白俄罗斯的莫吉廖夫州 。据俄罗斯档案馆的保管人员A·B·罗津斯基（A. B. Roginsky）介绍，克列斯廷基属于俄罗斯族，不过，亦有前苏联政治家莫洛托夫等人认为克列斯廷基家庭由原先信仰犹太教转而信仰天主教，属于乌克兰族。

### 步入高层
1903年，克列斯京斯基加入俄国社会民主工党，并且站在布尔什维克一边。1917年，在俄国二月革命中，他因出色的组织才能而受到列宁赏识。1917年8月3日，他当选苏联共产党中央委员会委员，1919年3月25日，当选为第一届苏联共产党中央政治局委员和中央组织局委员。同时，从1919年11月29日开始，他担任了一年半的苏联共产党中央书记处第一书记。

### 下野
1920年末，1921年初，布尔什维克在俄罗斯内战中渐渐取得胜利后，苏联共产党（布）就国家未来的发展路线问题发生激烈争论，克列斯京斯基支持与列宁意见相左的托洛斯基主张。1921年3月，在苏联共产党（布）第十次代表大会上，列宁获得胜利，克列斯京斯基失去了他在苏共中央政治局、组织局和书记处的职位，被派往德国担任驻德大使。当时苏联与德国的关系虽然非常重要和微妙，但这项任命与他之前担任的职务相比，显得不太重要。
1923年至1927年早期，在托洛茨基与斯大林争夺苏联领导权的时候，克列斯京斯基支持托洛茨基和其支持的左翼反对派主张，但在1927年晚些时候，他开始远离托洛茨基。1928年4月，托洛茨基在苏联政坛上被彻底打倒。 

### 公审
之后，克列斯京斯基一直担任外交官。1937年，在苏联大清洗中，克列斯京斯基被逮捕。1938年3月12日，作为二十一人审判中的一员，克列斯京斯基被审判，指控其与托洛茨基、德国情报部门联系，试图对党领导实施恐怖活动。在莫斯科审判中，在当时几乎所有被告承认自己有罪的情况下，克列斯京斯基起初否认一切“罪行”，但在第二天时，他开始改口。
3月12日，他对当时的审判长瓦西里·乌尔里希说：
 我不承认我有罪。我不是托洛茨基主義也从来不是“托洛茨基和右派集团”成员，我甚至根本不知道有这一集团的存在。指控我的罪名都是强加的，我一个也没犯过。我尤其不承认自己犯过勾结德国情报机关的罪行。
第二天，克列斯京斯基改口说：
 昨天，由于被押上被告席和听人宣读起诉书，我的心情十分沉重，加之我病魔缠身，突然被一种虚伪的耻辱心的强烈感情所支配，我无力说真话，不敢承认自己有罪。所以，我本来应该说：“是的，我有罪”，可我却机械地冲口而出：“不，我没有罪。”
随后，克列斯京斯基被判处死刑，3月15日，被枪决。之后，在赫鲁晓夫的去斯大林化中，他被撤销部分指控，并在之后的苏联经济改革中撤销所有指控。